# 晶片與科學法
《芯片与科学法》（英語：CHIPS and Science Act），或称晶片法案，是第117届美国国会颁布的一项联邦法规，由乔·拜登总统于2022年8月9日签署成为法律。该法提供了数百亿美元的新资金，以促进美国半导体的研究和制造。
此法案將投入520多亿美元用于半导体研究，主要目的是对抗中国。2022年7月27日，该法案在参议院以64票对33票获得通过。7月28日，2800亿美元的法案在众议院以243票对187票对1票获得通过。

## 名称
该法案全称为为立法分支等就2022年9月30日结束之财年拨款法案（An Act Making appropriations for Legislative Branch for the fiscal year ending September 30, 2022, and for other purposes.）。
该法分为三个部分。
第一部称为芯片法（英語：CHIPS Act），在财政部设立的基金称为为美国生产半导体创造有益激励基金（英語：Creating Helpful Incentives to Produce Semiconductors for America Fund）。
第二部称为研究与发展，竞争及创新法案（Research and Development, Competition, and Innovation Act）。
第三部称为2022年最高法院安全资金法案（Supreme Court Security Funding 
Act of 2022）。

## 立法历程
该法案最初只是2021年7月众议院拨款委员会议员提出的针对立法部门等的普通拨款案。
2021年7月该法案在众议院被通过后，2022年6月参议院拨款委员会递交参议院表决，参议院一致通过了一项修正案，即最终成型的法案的第三部的雏形。众议院对该修正案又加以修正案，并发往参议院。
7月底，参议院对众议院对参议院修正案之修正案进一步加以修正案，这一修正案引入了本法案核心，即最终成型法案的涉及芯片等高端技术的第一部与第二部雏形。最终，众议院通过了参议院对众议院对参议院修正案之修正案之修正案，这代表两院通过了同一文本。该法案于8月递交总统签署并成为正式法案。

## 背景和规定
1990年，美国芯片制造产量占全球份额為37%。截至2022年下降至12%，此時东亚地区的芯片生产全球占比达73%，其中台湾為22%，韩国21%，日本和中国大陆均为15%。美国同時不具备10纳米以下芯片的生产能力。
该法案是在全球半导体短缺的背景下审议的，旨在向在美国运营的芯片制造商提供补贴和税收抵免。美國商务部有权根据公司是否愿意支持研究、建设设施和培训新员工来分配资金。晶片法案包括390億美元的稅收優惠和其他獎勵措施，以鼓勵美國公司在美國建立新的芯片製造廠。
如果公司根据该法案获得补贴，在十年內禁止在中国和俄罗斯設立高於28奈米製程的新設先进半導體工廠。

## 投票
除了伯尼·桑德斯之外，所有参加民主党党团会议的参议员都投票赞成通过《芯片法》，17名共和党参议员也加入了投票，其中包括参议院共和党领袖米奇·麦康奈尔、犹他州参议员米特·罗姆尼和南卡罗来纳州参议员林赛·格雷厄姆。

## 各方反應
共和黨眾議員領袖麥卡錫以及伯尼·桑德斯認為，晶片法只是圖利晶片生產商，不能達到預期效果，是一個空白支票。雖然半導體製造商擔心被禁止在中國大陸投資設廠，但仍然支持該法案。
中華人民共和國遊說團體反對該此法案，批評此法案是冷戰思維。商務部發言人束玨婷表示，法案中部份條款限制企業在中國正常的經貿與投資活動，具有明顯的歧視性，嚴重違反市場規律和國際經濟原則，將對全球半導體供應鏈造成扭曲，干擾國際貿易，聲稱有必要時將採取措施，維護自身權益。外交部發言人汪文斌指出，該法案是美國大搞經濟脅迫的例證。搞限制脫鈎只會損人害己，任何限制打壓都不會阻擋中國科技發展和產業發展的步伐。

## 影響
截至2024年5月，該法案已創造超過36300個就業機會和接近2720億的投資。